# Jan Hermanus Besselaar
Jan Hermanus Besselaar (jr.) (Rotterdam, 29 september 1874, aldaar 19 september 1952) was een Nederlands organist en muziekpedagoog.
Hij was de derde zoon in het gezin van winkelier Jan Hermanus Besselaar (sr.) en Sophia Hendrika Geuken. Hijzelf trouwde met Hendrika Anna Isabella (Aafke) Leith.
Besselaar kreeg zijn muzikale opleiding aan de Muziekschool in Den Haag. Docenten waren Antonie Jacobus Ackerman (kerkorgel), Carel Wirtz (piano), Daniël Bolten (trompet), Willem Nicolaï (orgel en compositieleer) en Henri Viotta (compositieleer).
Na zijn opleiding werd Besselaar organist in achtereenvolgens de Hoflaankerk te Kralingen (1893-1895), Oude of Pelgrimvaderskerk te  Delfshaven (1895-1896),  Schotse kerk te Rotterdam (1895-1901), Evangelisch Lutherse kerk aan het Wolfshoek aldaar (1902-1915), Nieuwe Zuiderkerk en de Sint-Laurenskerk (1929-1940). Zijn "laatste kerk" was die van de Hervormde Gemeente in Rotterdam.
Vanaf 1947 was Besselaar secretaris van de "orgelcommissie voor de Raad voor kerk en eredienst van de Nederlandse Hervormde kerk". Tevens was hij docent aan het Rotterdams conservatorium. Ook leidde hij de Rotterdamse Bach-vereniging en gaf hij zanglessen aan de Koningin Wilhelmina Kweekschool. Hij gaf daarbij voorts nog concerten in West-Nederland, waarbij hij kon beschikken over gerenommeerde zangers, zoals Aaltje Noordewier-Reddingius, Pauline de Haan-Manifarges, Anna Stronck-Kappel, Johannes Messchaert en Gerard Zalsman.
Naast deze werkzaamheden was hij enige tijd muziekcriticus voor het "Paedagogisch tijdschrift voor het christelijk onderwijs".
Uit zijn pen vloeide een aantal composities:
- 3 strijkkwartetten
- 2 pianosonates
- 5 preludes en fuga’s voor orgel
- gebruiksmuziek voor harmonium ( in muziekbundels van H.A.M. Roelants te Schiedam )
- Liederen met instrumentale begeleiding